# Iglesia de Todos los Santos (Riga)
La Iglesia de Todos los Santos (en letón: Visu Svēto pareizticīgo baznīca) es una iglesia ortodoxa rusa en la ciudad de Riga, capital de Letonia. La iglesia está situada en la Calle 10 Katoļu. Está ubicada al sur de la ciudad en el distrito de Maskavas. Se mezcla el ladrillo de estilo románico y el estilo del renacimiento especialmente neobizantino. Es servida por varias líneas de tranvía, la 3, 7 y 9 y la línea de autobús 18. La iglesia es conocida por su coro de hombres.